# Compensation du déséquilibre démographique en France
Comme dans tout autre pays, la composition de la population active française évolue : certains secteurs d’activité progressent, d’autres réduisent leurs effectifs. Le régime général de protection sociale française - comme d’autres régimes de retraite, dits « spéciaux » - a ainsi vu le nombre de ses actifs augmenter au détriment d’autres régimes qui ont eux conservé leur charge de retraites. Avec de moins en moins d’actifs, ces régimes peuvent alors connaître des difficultés pour financer leurs retraites. Afin de remédier à cela, en 1974, un mécanisme de compensation a été mis en place entre tous les régimes de base : la « compensation démographique généralisée vieillesse » (ou en abrégé : « compensation généralisée vieillesse »). Cette compensation a pour objectif d’effacer les déséquilibres démographiques : les régimes à démographie favorable compensent ceux à démographie défavorable. Toutefois, si un régime sert des retraites plus importantes ou dans des conditions plus avantageuses, il doit en supporter la charge par ses propres moyens ou par des subventions de l’État.
En 2004 et 2005, le régime général a donc versé plus de 5 milliards d'euros au titre de la compensation démographique généralisée (2,8 milliards) et de la compensation agricole.
CNAV : les produits et charges du régime général 2004-2005

## Transferts définitifs entre régimes vieillesse
(source : CNAV transferts définitifs entre "régimes vieillesse" au titre de la compensation démographique généralisée.)
| régime                                | contributeurs           | millions € |
| ------------------------------------- | ----------------------- | ---------- |
| Régime général                        | CNAV                    | 2 806      |
| Régime spécial des salariés           | État                    | 1 395      |
| Régime spécial des salariés           | Collectivités locales   | 1 436      |
| Régime spécial des salariés           | CNIEG (dont EDF et GDF) | 80         |
| Régime spécial des salariés           | Divers                  | 83         |
| Régime des non-salariés non agricoles | Professions libérales   | 370        |
| Total Ressources CDC                  |                         | 6 170      |

| régime                                | bénéficiaires               | millions € |
| ------------------------------------- | --------------------------- | ---------- |
| Régime général                        | Exploitants agricoles RFPSA | 4 276      |
| Régime spécial des salariés           | Mines                       | 310        |
| Régime spécial des salariés           | SNCF                        | 9          |
| Régime spécial des salariés           | Marins                      | 60         |
| Régime des non-salariés non agricoles | Industrie Commerce          | 898        |
| Régime des non-salariés non agricoles | Artisans                    | 436        |
| Régime des non-salariés non agricoles | Cultes                      | 175        |
| Régime des non-salariés non agricoles | Clercs de notaires          | 6          |
| Total Emplois CDC                     |                             | 6 170      |